# 더 바디 (2001년 영화)
《더 바디》(영어: The Body)는 미국과 독일에서 제작된 조너스 매코드 감독의 2001년 미스터리 스릴러 드라마 영화이다. 리처드 서피어가 1983년에 펴낸 동명 소설이 원작이다. 안토니오 반데라스 등이 출연하였고, 루디 코언 등이 제작에 참여하였다.

## 출연진
- 안토니오 반데라스
- 올리비아 윌리엄스
- 제이슨 플레밍
- 존 슈래프널
- 데릭 재커비
- 존 우드
- 무함마드 바크리
- 마크람 코우리
- 베르농 도브체프
- 존 글러버

## 기타 제작진
- 배역: 설레스티아 폭스, 일라나 디아만트
- 미술: 알란 스타르스키
- 의상: 캐럴라인 해리스